# Apis mellifera bandasii
La abeja de Etiopía (Apis mellifera bandasii) es una subespecie de abeja doméstica que tiene su área de distribución en Etiopía (montañas húmedas de la parte central de Etiopía). Ocupa ambientes de pastizales y sabanas. Con precipitaciones entre los 1.000 y 3.000 mm anuales. Temperaturas entre los 16 y 18 °C. En climas de pastizales que van de los 700 a 1300 mm anuales y en bosque tropical que está entre los 1.400 y 1.700 mm anuales.
Es una especie que ocupa la parte central de Etiopía y está rodeada Apis mellifera jemenitica (al noreste y noroeste), Apis mellifera scutellata (al sudoeste), y Apis mellifera monticola (al noreste). Todas las subespecies ocupan nicho ecológico diferenciados. Apis mellifera bandasii es intermedia entre Apis mellifera scutellata y Apis mellifera monticola, morfométricamente hablando. 